# کوسه هنری

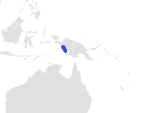
محل حضور کوسه هنری

کوسه هنری (نام علمی: Hemiscyllium henryi) نام یک گونه از تیره گربه‌کوسه‌ماهیان است.